# Србофилија
Србофилија представља осећање љубави или симпатије према Србима, Србији, Републици Српској, српској историји, српском језику, српској култури и свему што је повезано са Србима.

## Познати србофили
- Јохан Волфганг Гете[1]
- Јакоб Грим[2]
- Арчибалд Рајс[3]
- Петер Хандке[4]
- Неколико светски значајних композитора користило је мотиве српске народне музике и компоновало дела инспирисано српском историјом или културом, као на пример: Јоханес Брамс, Франц Лист, Артур Рубинтштајн, Антоњин Дворжак, Петар Чајковски, Николај Римски-Корсаков, Франц Шуберт, Ханс Хубер и други.[5]
- Пушкин је написао неколико песама на српске теме[6]
- Максим Горки[7]
- Оноре де Балзак пише о Црном Ђорђу (1847)[6]
- Нагиб Махфуз[8]
- Ју Хуа[9]
- Џон Чалис[10][11]
- Флора Сандс
- Петар II Петровић Његош [12]
- Никола I Петровић Његош[13]
- Оливер Стоун[14]